# José De Gregorio
José Fernando De Gregorio Rebeco (Santiago de Chile, 17 de agosto de 1959) es un economista, académico, investigador, consultor y político chileno. Ha sido presidente del Banco Central de Chile (en el período 2007-2011, donde simultáneamente actuó como consejero), triministro de Economía, Minería y Energía durante el primer año de la administración del presidente Ricardo Lagos. Actualmente es decano de la Facultad de Economía y Negocios de la Universidad de Chile.

## Biografía
Es hijo de José De Gregorio Aroca, quien fue secretario general de la Democracia Cristiana durante los gobiernos de Eduardo Frei Montalva, Salvador Allende, e incluso durante algún tiempo en la clandestinidad bajo el régimen de Augusto Pinochet; y de María Rebeco Castro, profesora, quien fue directora del Liceo N.º 1 Javiera Carrera.  
En 1984 contrajo matrimonio con Soledad Aninat y tienen 4 hijos, uno de ellos es la actriz Victoria De Gregorio.

## Estudios
Realizó sus estudios primarios y secundarios en el  Instituto de Humanidades Luis Campino de la capital chilena. Luego estudió Ingeniería Civil Industrial en la Universidad de Chile, para después hacer el Magíster en Ingeniería Industrial en la misma casa de estudios donde recibió el premio “Marcos Orrego Puelma” al mejor egresado de su promoción.
Obtuvo su Doctorado (Ph. D.) en Economía en 1990 en el Massachusetts Institute of Technology (MIT) en los Estados Unidos. Su tesis de doctorado se tituló “Essays in Economic Fluctuatons, inflation and Financial innovation”.

## Cargos en ministerios y Banco Central
De 1994 a 1997 De Gregorio trabajó en el Ministerio de Hacienda como coordinador de Políticas Macroeconómicas durante la gestión de Eduardo Aninat, cargo en el que reemplazó a Joaquín Vial.
En el año 2000, fue designado por el recién electo presidente Ricardo Lagos como ministro de Economía, Minería y ministro presidente de la Comisión Nacional de Energía (CNE), asumiendo como triministro el 11 de marzo de ese año, mismo día en que asumió Lagos como presidente de Chile.
Dejó los ministerios en junio de 2001, para desempeñarse como consejero del Banco Central. En esa institución ocupó el cargo que dejó Pablo Piñera, hermano del presidente Sebastián Piñera, que no completó su período tras irse a Televisión Nacional. Por ello, debió ser confirmado dos veces por el Senado: la primera vez por seis meses y la segunda por diez años.

## Presidente del Banco Central

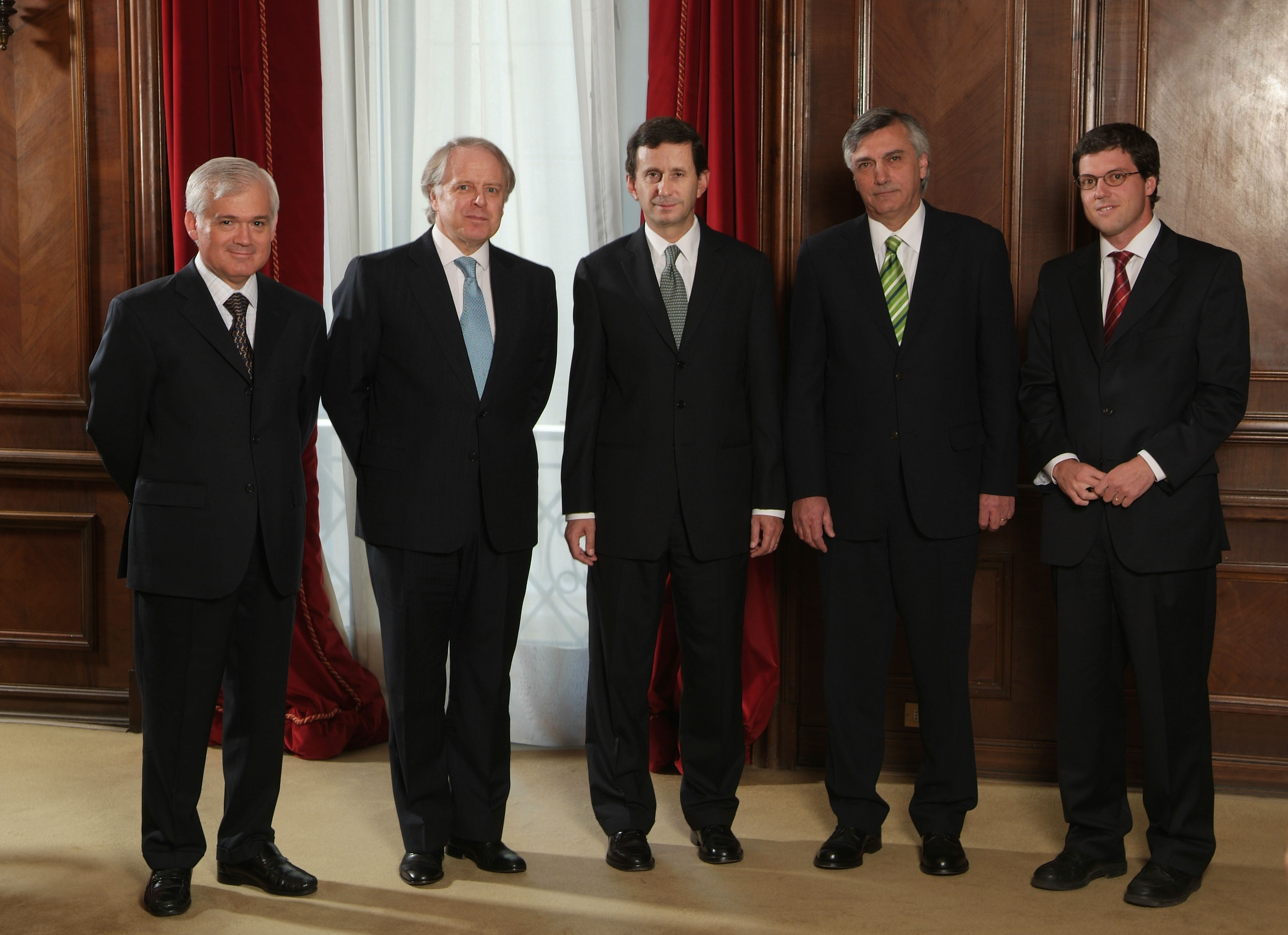
José De Gregorio (al centro) inició su presidencia del Consejo del Banco Central de Chile en 2007, cuando este lo integraba Enrique Marshall, Jorge Desormeaux (vicepresidente), Manuel Marfán y Sebastián Claro.

En diciembre del año 2007, la presidenta Michelle Bachelet lo designa como presidente del Consejo del Banco Central de Chile en reemplazo de Vittorio Corbo.
Su principal desafío al asumir como presidente del instituto emisor fue detener el avance de la inflación. El shock derivado del mayor valor internacional de los alimentos y la energía hizo que, a mediados de 2008, la meta establecida de entre 2-4% anual fuera largamente superada, situándose en doce meses en 9.5% a julio. Para combatir esta situación el Banco Central comenzó a elevar drásticamente sus tasas de interés (denominada Tasa de Política Monetaria), con los consabidos riesgos de menor crecimiento que dicha decisión implica. Tal política debió ser abrúptamente modificada ante la crisis económica mundial desatada a fines del tercer trimestre de ese año a nivel global.  A De Gregorio le correspondió presidir el Banco Central durante la crisis financiera global, siguiendo una agresiva política monetaria. La tasa fue recortada desde 8.25% desde fines de 2008 hasta 0.5% en julio de 2009, siendo la mayor reducción de tasas de América Latina. Asimismo, se diseñaron nuevos instrumentos para proveer liquidez y se realizó también, una política de forward guidance, una vez que la tasa de interés llegó a su mínimo.
Mientras fue presidente del Banco Central le correspondió ser también el gobernador de Chile ante el FMI y participó en el IMFC (international Monetary and Financial Committee) en 2010 y 2011.

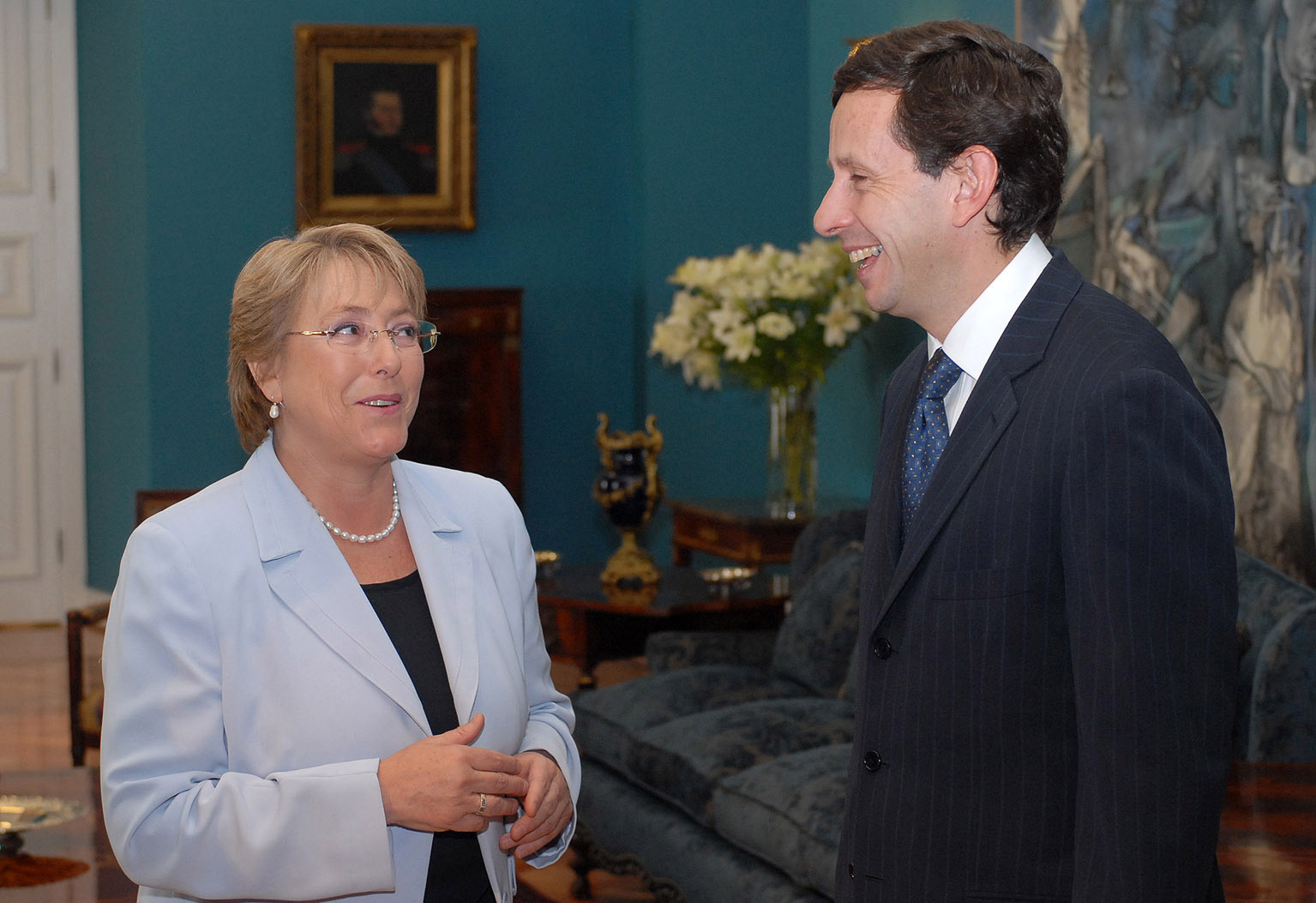
La Presidenta Michelle Bachelet junto a José De Gregorio cuando es designado como Presidente del Banco Central en diciembre de 2007.

## Trabajo académico
De Gregorio ha sido Profesor Titular de la Universidad de Chile desde el año 2000. También fue  profesor jornada parcial de la Pontificia Universidad Católica entre 2003 y 2011, y profesor visitante en el  Anderson School of Management de la Universidad de California (UCLA) donde se encontraba haciendo clases cuando fue nombrado ministro por el Presidente Lagos.
Es non-resident sénior fellow del Peterson Institute of International Economics (PIIE). Es miembro del Comité Latinoamericano de Asuntos Financieros.
Además fue miembro del Directorio Ejecutivo del Programa Doctoral Latinoamericano de Economía, realizado en conjunto por el ITAM de México, la Universidad Torcuato di Tella de Argentina, y la Universidad de Chile.
Su investigación se centra en Macroeconomía, Finanzas Internacionales y Desarrollo Económico. 
Ha publicado más de 100 artículos en revistas académicas internacionales y libros en los temas de política monetaria, tipos de cambio, finanzas internacionales, y crecimiento económico; y se ha desempeñado como árbitro y miembro de comités editoriales de diversas revistas académicas. Uno de sus artículos más importantes es “How Foreign Direct Investment Affect Economic Growth?”, publicado en el Journal of International Economics en 1998, escrito con Eduardo Borensztein y Jong Wha-Lee.
Desde hace ya varios años figura como el académico de mejor ranking en publicaciones y citas en América Latina y en el 5% superior a nivel global en la base bibliográfica Ideas Repec.  

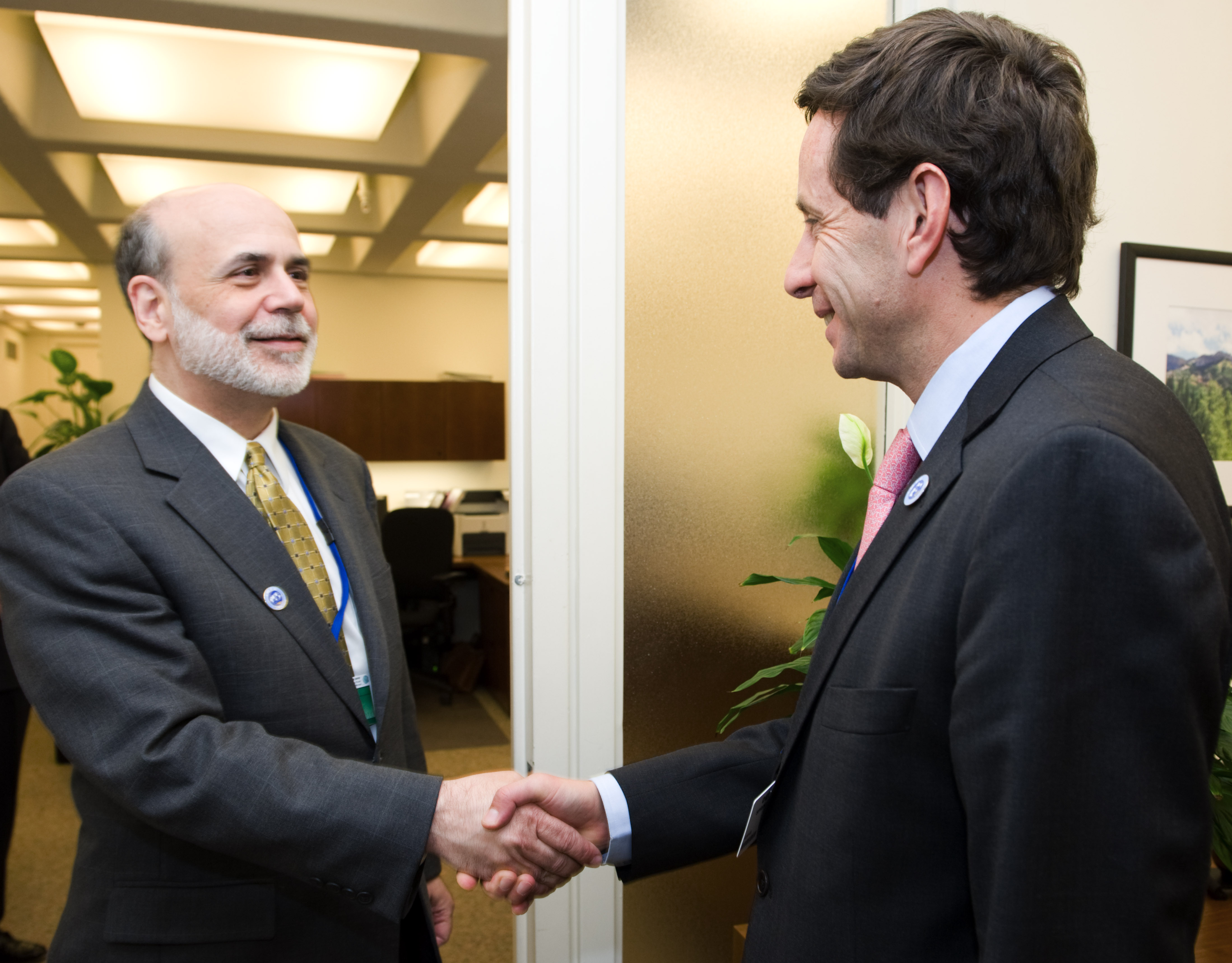
Encuentro de trabajo del Presidente de la Fed, Ben Bernanke, con el presidente del Banco Central de Chile, José De Gregorio en la reunión del FMI y Banco Mundial en 2010.

## Otras contribuciones
Es socio fundador y director de Espacio Público, Presidente del Comité de Inversión Fondos Soberanos del Ministerio de Hacienda. Fue miembro del Committee on International Economic Policy and Reform, Brookings Institution ,  y del Comité directivo de la Asociación Latinoamericana de Economistas (LACEA).
También es parte del MIT Sloan Latin America Advisory Council. Fue miembro de la Comisión Superior de Jerarquización de la Universidad Diego Portales y parte del Group of Trustees of the Principles for Stable Capital Flows and Fair Debt Restructuring, Institute of International Finance.
Fue economista en el Departamento de Investigaciones del Fondo Monetario Internacional (FMI) durante 1990 y 1994 y consultor de organismos internacionales como el Banco Mundial, el Banco Interamericano de Desarrollo (BID), y las Naciones Unidas.
Entre 1983 y 1986 fue Investigador de CIEPLAN. 
2016- 2018 Chairman of the Sénior Council, CEBRA, Central Bank Research Association.
2011 Presidente del Consejo Consultivo para las Américas (CCA) del Banco de Pagos Internacionales.
Es parte de diversos directorios y también asesora a compañías en materias económicas y financieras.

## Pensamiento
Aunque se ha definido a sí mismo como liberal en el campo económico, pero conservador en términos valóricos (es católico), otros lo consideran, ante todo, un economista pragmático que ha seguido la línea de su mentor, Rudiger Dornbusch, uno de los economistas más importantes en el área  macroeconomía internacional de la segunda mitad del siglo XX y formador de numerosas autoridades económicas en el mundo y destacados académicos.
En la difícil coyuntura de los años 1998 y 1999 fue crítico del accionar del Banco Central, ya que era partidario de una combinación distinta de políticas, con una menor tasa de interés, y un tipo de cambio más flexible.
Asimismo, fue crítico de la reforma laboral propuesta poco antes de la elección de Ricardo Lagos, mostrándose contrario a la idea de la negociación interempresas.

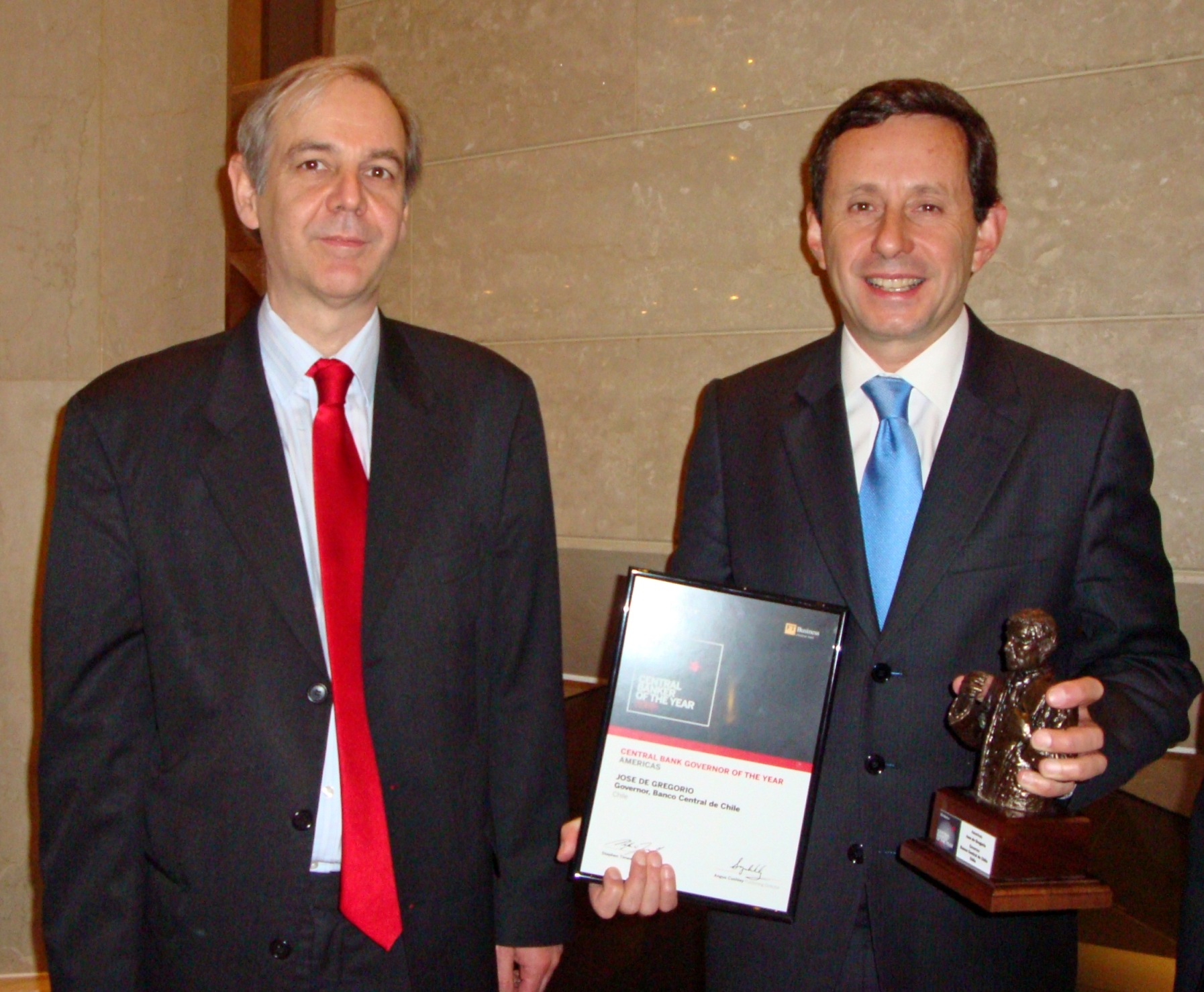
Entrega del Premio The Bankers a José De Gregorio como el mejor Presidente de Banco Central de América Latina en 2008.

## Premios y reconocimientos
- “Marcos Orrego Puelma” al mejor estudiante graduado de su promoción de Ingeniería Civil de la U. de Chile, 1984.
- “Ingeniero Industrial Destacado” entregado por la Corporación de Ingenieros Civiles Industriales (ICI), Universidad de Chile, 2008.
- “Central Banker of the year in Latin America for 2008”, The Banker London.
- “Central Banker of the year in Latin America for 2008”, Emerging Markets, Istanbul, 2009.
- “Economistas del año” por el diario El Mercurio, 2011.[14]
- “Premio Club Monetario Universidad Finis Terrae 2011, premio inaugural.[15]
- “Al Ingeniero por Acciones Distinguidas”, Instituto de Ingenieros de Chile, 2012.

## Obra escrita
- IMF Reform: The Unfinished Agenda, co-authors: Barry Eichengreen, Takatoshi Ito, and Charles Wyplosz, Geneva Reports on the World Economy 20, CEPR Press, 2018.
- How Latin American Weathered the Global Financial Crisis, Peterson Institute of International Economics, 2014
- Macroeconomía. Teoría y políticas (2007). ISBN 970-26-0939-9 Pearson Educación, Prentice-Hall, 2007.
- An Independent and accountable IMF (coautores: Barry Eichengreen, Takatoshi Ito y Charles Wyplosz) Geneva Reports on the World Economy 1,(1999). ISBN 978-1-898128-45-8